# Herpetoreas sieboldii
Herpetoreas sieboldii är en ormart som beskrevs av Günther 1860. Herpetoreas sieboldii ingår i släktet Herpetoreas och familjen snokar. IUCN kategoriserar arten globalt som otillräckligt studerad. Inga underarter finns listade i Catalogue of Life.
Arten har flera från varandra skilda populationer i bergstrakter i norra Pakistan, Nepal och norra Myanmar.